# Auxence de Milan
Pour les articles homonymes, voir Auxence.
Auxence de Milan, ou Auxentius, né en Cappadoce, est un théologien arien, évêque de Milan de 355 à sa mort, en 374.
En raison de son adhésion à l'arianisme, Auxence est considéré comme hérétique par l'Église catholique et son nom n'est pas inscrit dans la liste des évêques du diocèse telle qu'elle figure dans la cathédrale de Milan.

## Biographie
Sa date de naissance demeure inconnue. Il est seulement établi qu'Auxence fut ordonné prêtre en 343  par Grégoire de Cappadoce, l'évêque arien d'Alexandrie.
Opposant au credo de Nicée, Auxence fut attaqué par Hilaire de Poitiers, dont le Liber contra Auxentium est la principale source à son sujet.
Il se peut qu'Auxence ait été le maître d'Helvidius. 
En 372, le pape Damase Ier réunit un synode pour condamner l'hérésie d'Auxence, qui resta cependant jusqu'à sa mort à Milan, où Ambroise lui succéda.

## Confusion
Il est, dans les sources et dans l'historiographie, souvent confondu avec Mercurinus de Durostorum (l'actuelle ville de Silistra en Bulgarie), évêque arien qui, après avoir été déposé en Orient par Théodose, fut appelé à Milan par l'impératrice Justine, de foi arienne homéiste. Mercurinus, en hommage à Auxence de Milan, et pour se poser en antagoniste de saint Ambroise qui lui avait succédé sur la chaire épiscopale, a fait sien le nomen d'Auxentius. C'est contre Mercurinus de Durostorum, dit Auxentius, et non contre Auxence de Milan, qu'Ambroise prononce son Sermo contra Auxentium, lors de l'affaire des basiliques en 386.